# Yuri Liadau
Yuri Liadau, también transliterado como Yuri Liadov –en ruso, Юрий Лядов; en bielorruso, Юры Лядаў– (Minsk, 4 de diciembre de 1987), es un deportista bielorruso que compitió en biatlón. Ganó una medalla de bronce en el Campeonato Europeo de Biatlón de 2011, en la prueba por relevos.

## Palmarés internacional
| Campeonato Europeo | Campeonato Europeo   | Campeonato Europeo | Campeonato Europeo |
| Año                | Lugar                | Medalla            | Prueba             |
| ------------------ | -------------------- | ------------------ | ------------------ |
| 2011               | Val Ridanna (Italia) | Medalla de bronce  | Relevos            |